# Ortàtiube
Oràtiube (en rus: Ортатюбе) és un poble de la república del Daguestan, a Rússia. Segons el cens del 2010 tenia 1.009 habitants.